# Grant Aleksander
Grant Aleksander, właśc. Grant Aleksander Kunkowski (ur. 6 sierpnia 1959 w Baltimore, w stanie Maryland) – amerykański aktor telewizyjny i reżyser, były model.
Ukończył Washington and Lee University. Studiował aktorstwo przy New York University and Circle w szkole teatralnej Square. Pracował jako model, zanim pojawił się w jednym z odcinków serialu ABC Ledwo dozwolone (ABC Afterschool Specials, 1982) – pt. Bardzo delikatna sprawa (A Very Delicate Matter).
19 września 1987 poślubił prawniczkę Sherry Ramsey.

## Filmografia

### Seriale TV
- 1982: ABC Ledwo dozwolone (ABC Afterschool Specials) jako Larry Milligan
- 1983-2009: Guiding Light (The Guiding Light) jako Phillip Granville Spaulding (#2)
- 1985: Who’s the Boss? jako Gus McGee
- 1985: Hardcastle i McCormick (Hardcastle and McCormick) jako Biff Anderson
- 1986: Upadły facet (The Fall Guy) jako Cliff
- 1986: To znowu ty? (You Again?) jako Kelner
- 1986: Capitol jako D.J. Phillips
- 1993-95: Wszystkie moje dzieci (All My Children) jako Alec McIntyre

### Filmy fabularne
- 1986: Twardziele (Tough Guys) jako barman przy Mickeyu
- 1986: Mroczne wille (Dark Mansions) jako Nicholas Drake
- 2002: Opowieść ślubna: Josh i Reva (A Wedding Story: Josh and Reva) jako Phillip Spaulding
- 2006: Pola wolności (Fields of Freedom)
- 2006: Strach przed pływaniem (The Big Bad Swim) jako Paul Pierson